# Доходный дом Латышской церкви
Доходный дом Латышской церкви — памятник архитектуры. Расположен в Адмиралтейском районе Санкт-Петербурга, современный адрес дома — Загородный проспект, 64.
Шестиэтажное здание построено А. Ф. Бубырём в 1911—1912 годах для Латышской лютеранской церкви Христа Спасителя (сама церковь не сохранилась). Городские власти изначально были против сооружения, так как палисадники чётной стороны Загородного проспекта не застраивались, а по плану это здание должно было его занять; была сделана попытка выкупить землю, составлен план урегулирования (расширения) проспекта, но в итоге частные интересы оказались сильнее градостроительного регулирования, и план был согласован.
Угол дома срезан в двух параллельных плоскостях, что создаёт над третьим этажом уступ, увенчан пирамидальной башенкой, оформлен тройными вертикальными членениями (как и средняя ось) тонкими лопатками. С противоположной стороны расположен торец с большим щипцом, прорезанный по центру узкими тройными окнами. Край стены переходит в цилиндрический уступ обращённой во двор лестницы.
Стены охристо-серые, с витринами и серым гранитом в простенках на первом этаже. У дома сделаны трёхгранные эркеры со скруглёнными углами и мансарды, декоративные скаты на стенах покрыты черепицей, разными группами и поодиночке стоящие полуколонки. На фасаде вдоль проспекта в одну группу визуально объединены эркер, балкон и небольшой фонарик.